# 혼합정치
혼합정치(영어: syncretic politics, 混合政治)는 좌익의 이념과 우익의 이념을 합친 정치체제 또는 정책을 의미한다. 혼합 정치는 파시즘, 민족사회주의, 프랑코주의, 페론주의 그리고 민족아나키즘과 같은 제3의 대안 정치 운동 등에서 나타났다. 특히 초기 파시즘에서는 민족주의를 주장하고 정치·사회를 내내 통제하는 정책을 펴는 동시에, 사회주의적이고 반자본주의적 성향을 보였는데, 이는 혼합 정치의 대표적인 사례로 나타난다.
그러나 꼭 혼합 정치가 제3의 위치론 계열만의 전유물은 아니며, 종종 진보좌익 정당에서도 혼합 정치를 내건다. 사례로는 영국의 노동협동조합당과 같은 좌익 성향의 정당도 사회주의와 기업과의 협력을 중요시하는 원류 협동조합주의, 계급협조론을 주장한 바 있고, 브라질의 노동당(브라질 노동당은 브라질 노동자당과 다르나, 노동자당 출신 대통령 중 한명인 룰라 다 실바도 혼합 정치 이념을 일부 사용했다.)과 멕시코의 진보 정당인 제도혁명당도 사회주의, 협동조합주의, 애국주의를 동시에 주장한다. 혼합 정치는 주로 좌익의 집권이 어려운 보수양당제 국가에서 종종 좌익 정치자들이 정치적 유연성을 실현하기 위해 고안해내는 방법 중 하나이기도 하다.

## 같이 보기
- 제3의 위치